# 丹麦黑面包粥
丹麦黑面包粥（丹麥語：Øllebrød）是一道丹麦传统菜肴，是以黑麦面包和啤酒（主要是低浓度啤酒 hvidtøl）在锅中制成的糊，口感浓稠。起源于古代利用剩余的面包屑以避免浪费。早先的黑面包粥是不加糖的，在一天中的每一餐都可能食用。现在的黑面包粥基本都是加糖的并主要在早餐食用。黑面包粥的即冲粉也常见于超市。
黑面包粥一般佐以牛奶或生奶油，传统食谱中有时会撒上柠檬皮屑或橙皮屑。